# I Wanna Be a Kennedy
I Wanna Be a Kennedy – drugi singel niemieckiego zespołu U96 wydany 16 marca 1992 roku.

## Lista utworów
- 12" maxi (1992)[1]

1. „I Wanna Be a Kennedy” (US-Mix) – 5:25
2. „I Wanna Be a Kennedy” (Patsy-Mix) – 5:25
3. „I Wanna Be a Kennedy” (220 BPM) – 3:40

- CD singel (1992)[1]

1. „I Wanna Be a Kennedy” (7") – 3:22
2. „I Wanna Be a Kennedy” (US Mix) – 5:33
3. „I Wanna Be a Kennedy” (Patsy Mix) – 5:25
4. „I Wanna Be a Kennedy” (Bio-Hazard Mix) – 6:01
5. „I Wanna Be a Kennedy” (Digi-Bone Mix) – 5:25

- Singel promocyjny – 12" maxi (1992)[1]

1. „I Wanna Be a Kennedy”
2. „I Wanna Be a Kennedy”
3. „Is Patsy a Virgin”

- 12" maxi (1992)[1]

1. „I Wanna Be a Kennedy” (US Mix Edit)
2. „I Wanna Be a Kennedy” (Patsy Mix)
3. „I Wanna Be a Kennedy” (Bio-Hazard Mix)
4. „I Wanna Be a Kennedy” (Digi-Bone Mix)

- 7" singel (1992)[1]

1. „I Wanna Be a Kennedy” (7") – 3:22
2. „I Wanna Be a Kennedy” (Bio-Hazard Edit) – 5:47

- Remiks – 12" maxi (16 marca 2006)[1]

1. „I Wanna Be a Kennedy” (Bio-Hazard-Mix) – 6:00
2. „I Wanna Be a Kennedy” (Digi-Bone-Mix) – 5:25
3. „No Control” – 4:30

## Notowania na listach przebojów
| Kraj       | Lista (1992)    | Najwyższa pozycja |
| ---------- | --------------- | ----------------- |
| Szwajcaria | Singles Top 75  | 3                 |
| Niemcy     | Top 100 Singles | 4                 |
| Austria    | Singles Top 75  | 6                 |
| Szwecja    | Top 60 Singles  | 32                |
| Holandia   | Single Top 100  | 40                |